# Lumea arabă

Harta Lumii arabe (verde).

Lumea arabă (arabă الوطن العربي) face referire la țările de religie islamică , vorbitoare de dialecte ale limbii arabe, care se întind de la Oceanul Atlantic în vest, de la Marea Arabiei în est și de la Marea Mediterană în nord la Cornul Africii și de la Oceanul Indian în sud-est. Este alcătuită din 25 de țări și teritorii cu o populație de 358 de milioane oameni transzonal Africa de Nord și Asia de Sud-Vest. Majoritatea acestor țări formează o uniune politică și social-economică numită Liga Arabă.